# 長村洋一
長村 洋一（ながむら よういち）は、日本の化学者。専門は食品化学、生化学。藤田医科大学名誉教授。学位は薬学博士（岐阜薬科大学・1971年）。鈴鹿医療科学大学特任教授、一般社団法人日本食品安全協会代表理事。

## 来歴
1966年岐阜薬科大学薬学部卒業。同大学院薬学研究科博士課程修了、薬学博士。藤田保健衛生大学在職時は臨床検査技師の養成に携わったほか、生薬の化学分析等の研究に従事。千葉科学大学危機管理学部環境安全システム科教授を経て、鈴鹿医療科学技術大学保健衛生学部教授。日本トリプトファン研究会会員、日本臨床化学会会員、日本栄養・食糧学会会員、生物試料分析科学会会員。

## 著書
- 伊藤啓、長村洋一、片山善章『臨床化学』講談社 1998年
- 相原英孝、尾庭きよ子、田村明、野沢義則『イラスト 生化学入門―栄養素の旅』東京教学社 1993年

## 主な出演番組
- 発掘!あるある大事典